# Coupe Davis 1965
Pour un article plus général, voir Coupe Davis.
Navigation
Édition précédente Édition suivante
La Coupe Davis 1965 est la 54e édition de ce tournoi de tennis professionnel masculin par nations. Les rencontres se déroulent du 19 février au 29 décembre dans différents lieux.
L'Australie (tenante du titre) remporte son 20e saladier d'argent grâce à sa victoire lors du "Challenge Round" face à l'Espagne par quatre victoires à une.

## Contexte
Le tournoi se déroule au préalable dans les tours préliminaires des zones continentales. Un total de 46 nations participent à la compétition :
- 5 dans la "Zone Amérique",
- 9 dans la "Zone Est" (incluant l'Asie et l'Océanie),
- 31 dans la "Zone Europe" (incluant l'Afrique),
- plus l'Australie ayant remporté l'édition précédente, ainsi qualifiée pour le "Challenge round".

## Résultats

### Tableau du top 16 mondial
|  | Huitièmes de finale Plusieurs dates                                              | Huitièmes de finale Plusieurs dates                                          |                                                                      |                                                | Quarts de finale Plusieurs dates                     | Quarts de finale Plusieurs dates                     |   |  | Demi-finales Plusieurs dates                    | Demi-finales Plusieurs dates                    |  |  | Finale du tout venant 5 - 7 novembre              | Finale du tout venant 5 - 7 novembre              |
|  | Huitièmes de finale Plusieurs dates                                              | Huitièmes de finale Plusieurs dates                                          |                                                                      |                                                | Quarts de finale Plusieurs dates                     | Quarts de finale Plusieurs dates                     |   |  | Demi-finales Plusieurs dates                    | Demi-finales Plusieurs dates                    |  |  | Finale du tout venant 5 - 7 novembre              | Finale du tout venant 5 - 7 novembre              |
|  |                                                                                  |                                                                              |                                                                      |                                                |                                                      |                                                      |   |  |                                                 |                                                 |  |  |                                                   |                                                   |
|  | Demi-finale Est A (23 - 25 avril) Tokyo, Japon (???)                             | Demi-finale Est A (23 - 25 avril) Tokyo, Japon (???)                         |                                                                      |                                                | Finale Est A (1er - 3 mai) Séoul, Corée du Sud (???) | Finale Est A (1er - 3 mai) Séoul, Corée du Sud (???) |   |  | Finale Est (1er - 3 octobre) Tokyo, Japon (???) | Finale Est (1er - 3 octobre) Tokyo, Japon (???) |  |  | Inter-zone Barcelone, Espagne (terre battue ext.) | Inter-zone Barcelone, Espagne (terre battue ext.) |
|  | Demi-finale Est A (23 - 25 avril) Tokyo, Japon (???)                             | Demi-finale Est A (23 - 25 avril) Tokyo, Japon (???)                         |                                                                      |                                                | Finale Est A (1er - 3 mai) Séoul, Corée du Sud (???) | Finale Est A (1er - 3 mai) Séoul, Corée du Sud (???) |   |  | Finale Est (1er - 3 octobre) Tokyo, Japon (???) | Finale Est (1er - 3 octobre) Tokyo, Japon (???) |  |  | Inter-zone Barcelone, Espagne (terre battue ext.) | Inter-zone Barcelone, Espagne (terre battue ext.) |
|  | Philippines                                                                      | 0                                                                            |                                                                      |                                                | Finale Est A (1er - 3 mai) Séoul, Corée du Sud (???) | Finale Est A (1er - 3 mai) Séoul, Corée du Sud (???) |   |  | Finale Est (1er - 3 octobre) Tokyo, Japon (???) | Finale Est (1er - 3 octobre) Tokyo, Japon (???) |  |  | Inter-zone Barcelone, Espagne (terre battue ext.) | Inter-zone Barcelone, Espagne (terre battue ext.) |
|  | Philippines                                                                      | 0                                                                            |                                                                      |                                                | Finale Est A (1er - 3 mai) Séoul, Corée du Sud (???) | Finale Est A (1er - 3 mai) Séoul, Corée du Sud (???) |   |  | Finale Est (1er - 3 octobre) Tokyo, Japon (???) | Finale Est (1er - 3 octobre) Tokyo, Japon (???) |  |  | Inter-zone Barcelone, Espagne (terre battue ext.) | Inter-zone Barcelone, Espagne (terre battue ext.) |
|  | Japon                                                                            | 5                                                                            |                                                                      |                                                | Finale Est A (1er - 3 mai) Séoul, Corée du Sud (???) | Finale Est A (1er - 3 mai) Séoul, Corée du Sud (???) |   |  | Finale Est (1er - 3 octobre) Tokyo, Japon (???) | Finale Est (1er - 3 octobre) Tokyo, Japon (???) |  |  | Inter-zone Barcelone, Espagne (terre battue ext.) | Inter-zone Barcelone, Espagne (terre battue ext.) |
|  | Japon                                                                            | 5                                                                            | Japon                                                                | 5                                              |                                                      |                                                      |   |  | Finale Est (1er - 3 octobre) Tokyo, Japon (???) | Finale Est (1er - 3 octobre) Tokyo, Japon (???) |  |  | Inter-zone Barcelone, Espagne (terre battue ext.) | Inter-zone Barcelone, Espagne (terre battue ext.) |
|  | Demi-finale Est A                                                                |                                                                              | Japon                                                                | 5                                              |                                                      |                                                      |   |  | Finale Est (1er - 3 octobre) Tokyo, Japon (???) | Finale Est (1er - 3 octobre) Tokyo, Japon (???) |  |  | Inter-zone Barcelone, Espagne (terre battue ext.) | Inter-zone Barcelone, Espagne (terre battue ext.) |
|  |                                                                                  | Corée du Sud                                                                 | 0                                                                    |                                                |                                                      |                                                      |   |  | Finale Est (1er - 3 octobre) Tokyo, Japon (???) | Finale Est (1er - 3 octobre) Tokyo, Japon (???) |  |  | Inter-zone Barcelone, Espagne (terre battue ext.) | Inter-zone Barcelone, Espagne (terre battue ext.) |
|  | Bye                                                                              | Corée du Sud                                                                 | 0                                                                    |                                                |                                                      |                                                      |   |  | Finale Est (1er - 3 octobre) Tokyo, Japon (???) | Finale Est (1er - 3 octobre) Tokyo, Japon (???) |  |  | Inter-zone Barcelone, Espagne (terre battue ext.) | Inter-zone Barcelone, Espagne (terre battue ext.) |
|  | Finale Est B (10 - 12 avril) Vijayawada, Inde (???)                              |                                                                              |                                                                      |                                                |                                                      |                                                      |   |  | Finale Est (1er - 3 octobre) Tokyo, Japon (???) | Finale Est (1er - 3 octobre) Tokyo, Japon (???) |  |  | Inter-zone Barcelone, Espagne (terre battue ext.) | Inter-zone Barcelone, Espagne (terre battue ext.) |
|  | Corée du Sud                                                                     |                                                                              |                                                                      |                                                |                                                      |                                                      |   |  | Finale Est (1er - 3 octobre) Tokyo, Japon (???) | Finale Est (1er - 3 octobre) Tokyo, Japon (???) |  |  | Inter-zone Barcelone, Espagne (terre battue ext.) | Inter-zone Barcelone, Espagne (terre battue ext.) |
|  | Japon                                                                            | 1                                                                            |                                                                      |                                                |                                                      |                                                      |   |  |                                                 |                                                 |  |  | Inter-zone Barcelone, Espagne (terre battue ext.) | Inter-zone Barcelone, Espagne (terre battue ext.) |
|  | Japon                                                                            | 1                                                                            | Demi-finale Est B (13 - 29 mars) Colombo, Ceylan (terre battue ext.) |                                                |                                                      |                                                      |   |  |                                                 |                                                 |  |  | Inter-zone Barcelone, Espagne (terre battue ext.) | Inter-zone Barcelone, Espagne (terre battue ext.) |
|  |                                                                                  | Inde                                                                         | 4                                                                    |                                                |                                                      |                                                      |   |  |                                                 |                                                 |  |  | Inter-zone Barcelone, Espagne (terre battue ext.) | Inter-zone Barcelone, Espagne (terre battue ext.) |
|  | Sri Lanka                                                                        | Inde                                                                         | 4                                                                    | 0                                              |                                                      |                                                      |   |  |                                                 |                                                 |  |  | Inter-zone Barcelone, Espagne (terre battue ext.) | Inter-zone Barcelone, Espagne (terre battue ext.) |
|  | Sri Lanka                                                                        | Inter-zone (17 - 19 août) Barcelone, Espagne (terre battue ext.)             |                                                                      | 0                                              |                                                      |                                                      |   |  |                                                 |                                                 |  |  | Inter-zone Barcelone, Espagne (terre battue ext.) | Inter-zone Barcelone, Espagne (terre battue ext.) |
|  | Inde                                                                             | 5                                                                            |                                                                      |                                                |                                                      |                                                      |   |  |                                                 |                                                 |  |  | Inter-zone Barcelone, Espagne (terre battue ext.) | Inter-zone Barcelone, Espagne (terre battue ext.) |
|  | Inde                                                                             | 5                                                                            | Inde                                                                 | 4                                              |                                                      |                                                      |   |  |                                                 |                                                 |  |  | Inter-zone Barcelone, Espagne (terre battue ext.) | Inter-zone Barcelone, Espagne (terre battue ext.) |
|  | Demi-finale Est B (13 - 29 mars) Hô Chi Minh-Ville, Sud Viêt Nam (???)           |                                                                              | Inde                                                                 | 4                                              |                                                      |                                                      |   |  |                                                 |                                                 |  |  | Inter-zone Barcelone, Espagne (terre battue ext.) | Inter-zone Barcelone, Espagne (terre battue ext.) |
|  |                                                                                  | Viêt Nam                                                                     | 0                                                                    |                                                |                                                      |                                                      |   |  |                                                 |                                                 |  |  | Inter-zone Barcelone, Espagne (terre battue ext.) | Inter-zone Barcelone, Espagne (terre battue ext.) |
|  | Viêt Nam                                                                         | Viêt Nam                                                                     | 0                                                                    | 5                                              |                                                      |                                                      |   |  |                                                 |                                                 |  |  | Inter-zone Barcelone, Espagne (terre battue ext.) | Inter-zone Barcelone, Espagne (terre battue ext.) |
|  | Viêt Nam                                                                         | Finale Amériques (31 juillet - 2 août) Dallas, TX, États-Unis (dur ext.)     |                                                                      | 5                                              |                                                      |                                                      |   |  |                                                 |                                                 |  |  | Inter-zone Barcelone, Espagne (terre battue ext.) | Inter-zone Barcelone, Espagne (terre battue ext.) |
|  | Malaisie                                                                         | 0                                                                            |                                                                      |                                                |                                                      |                                                      |   |  |                                                 |                                                 |  |  | Inter-zone Barcelone, Espagne (terre battue ext.) | Inter-zone Barcelone, Espagne (terre battue ext.) |
|  | Malaisie                                                                         | 0                                                                            | Inde                                                                 | 2                                              |                                                      |                                                      |   |  |                                                 |                                                 |  |  |                                                   |                                                   |
|  | Demi-finale Amériques (17 - 20 juillet) Mexico, Mexique (terre battue ext.)      |                                                                              | Inde                                                                 | 2                                              |                                                      |                                                      |   |  |                                                 |                                                 |  |  |                                                   |                                                   |
|  |                                                                                  | Espagne                                                                      | 3                                                                    |                                                |                                                      |                                                      |   |  |                                                 |                                                 |  |  |                                                   |                                                   |
|  | Nouvelle-Zélande                                                                 | Espagne                                                                      | 3                                                                    | 0                                              |                                                      |                                                      |   |  |                                                 |                                                 |  |  |                                                   |                                                   |
|  | Nouvelle-Zélande                                                                 |                                                                              |                                                                      | 0                                              |                                                      |                                                      |   |  |                                                 |                                                 |  |  |                                                   |                                                   |
|  | Mexique                                                                          | 5                                                                            |                                                                      |                                                |                                                      |                                                      |   |  |                                                 |                                                 |  |  |                                                   |                                                   |
|  | Mexique                                                                          | 5                                                                            | Mexique                                                              | 1                                              |                                                      |                                                      |   |  |                                                 |                                                 |  |  |                                                   |                                                   |
|  | Demi-finale Amériques (5 - 7 juin) Bakersfield, CA, États-Unis (dur ext.)        |                                                                              | Mexique                                                              | 1                                              |                                                      |                                                      |   |  |                                                 |                                                 |  |  |                                                   |                                                   |
|  |                                                                                  | États-Unis                                                                   | 4                                                                    |                                                |                                                      |                                                      |   |  |                                                 |                                                 |  |  |                                                   |                                                   |
|  | Canada                                                                           | États-Unis                                                                   | 4                                                                    | 0                                              |                                                      |                                                      |   |  |                                                 |                                                 |  |  |                                                   |                                                   |
|  | Canada                                                                           | Finale Europe (30 juillet - 1er août) Barcelone, Espagne (terre battue ext.) |                                                                      | 0                                              |                                                      |                                                      |   |  |                                                 |                                                 |  |  |                                                   |                                                   |
|  | États-Unis                                                                       | 5                                                                            |                                                                      |                                                |                                                      |                                                      |   |  |                                                 |                                                 |  |  |                                                   |                                                   |
|  | États-Unis                                                                       | 5                                                                            | États-Unis                                                           | 1                                              |                                                      |                                                      |   |  |                                                 |                                                 |  |  |                                                   |                                                   |
|  | Demi-finale Europe (16 - 18 juillet) Prague, Tchécoslovaquie (terre battue ext.) |                                                                              | États-Unis                                                           | 1                                              |                                                      |                                                      |   |  |                                                 |                                                 |  |  |                                                   |                                                   |
|  |                                                                                  | Espagne                                                                      | 4                                                                    |                                                |                                                      |                                                      |   |  |                                                 |                                                 |  |  |                                                   |                                                   |
|  | Tchécoslovaquie                                                                  | Espagne                                                                      | 4                                                                    | 1                                              |                                                      |                                                      |   |  |                                                 |                                                 |  |  |                                                   |                                                   |
|  | Tchécoslovaquie                                                                  |                                                                              |                                                                      | 1                                              |                                                      |                                                      |   |  |                                                 |                                                 |  |  |                                                   |                                                   |
|  | Espagne                                                                          | 4                                                                            |                                                                      | Challenge round 27 - 29 décembre               | Challenge round 27 - 29 décembre                     |                                                      |   |  |                                                 |                                                 |  |  |                                                   |                                                   |
|  | Espagne                                                                          | 4                                                                            | Espagne                                                              | Challenge round 27 - 29 décembre               | Challenge round 27 - 29 décembre                     | 4                                                    |   |  |                                                 |                                                 |  |  |                                                   |                                                   |
|  | Demi-finale Europe (16 - 18 juillet) Paris, France (terre battue ext.)           | Demi-finale Europe (16 - 18 juillet) Paris, France (terre battue ext.)       | Espagne                                                              | Challenge round Sydney, Australie (gazon ext.) | Challenge round Sydney, Australie (gazon ext.)       | 4                                                    |   |  |                                                 |                                                 |  |  |                                                   |                                                   |
|  | Demi-finale Europe (16 - 18 juillet) Paris, France (terre battue ext.)           | Demi-finale Europe (16 - 18 juillet) Paris, France (terre battue ext.)       |                                                                      | Challenge round Sydney, Australie (gazon ext.) | Challenge round Sydney, Australie (gazon ext.)       | Afrique du Sud                                       | 1 |  |                                                 |                                                 |  |  |                                                   |                                                   |
|  | Afrique du Sud                                                                   | 4                                                                            | Australie                                                            | 4                                              |                                                      | Afrique du Sud                                       | 1 |  |                                                 |                                                 |  |  |                                                   |                                                   |
|  | Afrique du Sud                                                                   | 4                                                                            | Australie                                                            | 4                                              |                                                      |                                                      |   |  |                                                 |                                                 |  |  |                                                   |                                                   |
|  | France                                                                           | 1                                                                            |                                                                      | Espagne                                        | 1                                                    |                                                      |   |  |                                                 |                                                 |  |  |                                                   |                                                   |
|  | France                                                                           | 1                                                                            |                                                                      | Espagne                                        | 1                                                    |                                                      |   |  |                                                 |                                                 |  |  |                                                   |                                                   |

### Matchs détaillés

#### Finale du tout venant
| | Espagne | 3                                 | - | 2 | Inde |   |   |
| --- | ------- | --------------------------------- | - | - | ---- | - | - |
| Real Club de Tenis Barcelona, Barcelone, Espagne |         |                                   |   |   |      |   |   |
| du 5 au 7 novembre 1965 sur terre battue (ext.) |         |                                   |   |   |      |   |   |
| \| 1 \| \| Juan Gisbert \| 2 \| 0 \| 1 \| \| \| \| 1 \| \| Ramanathan Krishnan \| 6 \| 6 \| 6 \| \| \| \| 2 \| \| Manuel Santana \| 6 \| 6 \| 6 \| \| \| \| 2 \| \| Jaidip Mukerjea \| 0 \| 4 \| 4 \| \| \| \| 3 \| \| José Luis Arilla - Manuel Santana \| 8 \| 6 \| 10 \| \| \| \| 3 \| \| Premjit Lall - Jaidip Mukerjea \| 6 \| 2 \| 8 \| \| \| \| \| \| \| \| \| \| \| \| \| 4 \| \| Manuel Santana \| 6 \| 6 \| 6 \| \| \| \| 4 \| \| Ramanathan Krishnan \| 3 \| 3 \| 3 \| \| \| \| \| \| \| \| \| \| \| \| \| 5 \| \| Juan Gisbert \| 6 \| 5 \| 2 \| 6 \| 4 \| \| 5 \| \| Jaidip Mukerjea \| 4 \| 7 \| 6 \| 3 \| 6 \| \| \| \| \| \| \| \| \| \| |         |                                   |   |   |      |   |   |
| 1 |         | Juan Gisbert                      | 2 | 0 | 1    |   |   |
| 1 |         | Ramanathan Krishnan               | 6 | 6 | 6    |   |   |
| 2 |         | Manuel Santana                    | 6 | 6 | 6    |   |   |
| 2 |         | Jaidip Mukerjea                   | 0 | 4 | 4    |   |   |
| 3 |         | José Luis Arilla - Manuel Santana | 8 | 6 | 10   |   |   |
| 3 |         | Premjit Lall - Jaidip Mukerjea    | 6 | 2 | 8    |   |   |
| |         |                                   |   |   |      |   |   |
| 4 |         | Manuel Santana                    | 6 | 6 | 6    |   |   |
| 4 |         | Ramanathan Krishnan               | 3 | 3 | 3    |   |   |
| |         |                                   |   |   |      |   |   |
| 5 |         | Juan Gisbert                      | 6 | 5 | 2    | 6 | 4 |
| 5 |         | Jaidip Mukerjea                   | 4 | 7 | 6    | 3 | 6 |
| |         |                                   |   |   |      |   |   |

#### Challenge round
La finale de la Coupe Davis 1965 se joue entre l'Australie et l'Espagne.
| | Australie | 4                                 | -  | 1 | Espagne |    |   |
| --- | --------- | --------------------------------- | -- | - | ------- | -- | - |
| White City Stadium, Sydney, Australie |           |                                   |    |   |         |    |   |
| du 27 au 29 décembre 1965 sur gazon (ext.) |           |                                   |    |   |         |    |   |
| \| 1 \| \| Fred Stolle \| 10 \| 3 \| 6 \| 6 \| 7 \| \| 1 \| \| Manuel Santana \| 12 \| 6 \| 1 \| 4 \| 5 \| \| 2 \| \| Roy Emerson \| 6 \| 6 \| 6 \| \| \| \| 2 \| \| Juan Gisbert \| 3 \| 2 \| 2 \| \| \| \| 3 \| \| John Newcombe - Tony Roche \| 6 \| 4 \| 7 \| 6 \| \| \| 3 \| \| José Luis Arilla - Manuel Santana \| 3 \| 6 \| 5 \| 2 \| \| \| \| \| \| \| \| \| \| \| \| 4 \| \| Roy Emerson \| 6 \| 3 \| 4 \| 13 \| \| \| 4 \| \| Manuel Santana \| 2 \| 6 \| 6 \| 15 \| \| \| \| \| \| \| \| \| \| \| \| 5 \| \| Fred Stolle \| 6 \| 6 \| 8 \| \| \| \| 5 \| \| Juan Gisbert \| 2 \| 4 \| 6 \| \| \| \| \| \| \| \| \| \| \| \| |           |                                   |    |   |         |    |   |
| 1 |           | Fred Stolle                       | 10 | 3 | 6       | 6  | 7 |
| 1 |           | Manuel Santana                    | 12 | 6 | 1       | 4  | 5 |
| 2 |           | Roy Emerson                       | 6  | 6 | 6       |    |   |
| 2 |           | Juan Gisbert                      | 3  | 2 | 2       |    |   |
| 3 |           | John Newcombe - Tony Roche        | 6  | 4 | 7       | 6  |   |
| 3 |           | José Luis Arilla - Manuel Santana | 3  | 6 | 5       | 2  |   |
| |           |                                   |    |   |         |    |   |
| 4 |           | Roy Emerson                       | 6  | 3 | 4       | 13 |   |
| 4 |           | Manuel Santana                    | 2  | 6 | 6       | 15 |   |
| |           |                                   |    |   |         |    |   |
| 5 |           | Fred Stolle                       | 6  | 6 | 8       |    |   |
| 5 |           | Juan Gisbert                      | 2  | 4 | 6       |    |   |
| |           |                                   |    |   |         |    |   |